# Museo Nacional del Virreinato
El Museo Nacional del Virreinato es un recinto museográfico de México ubicado en el antiguo Colegio de San Francisco Javier en Tepotzotlán, Estado de México. Está dedicado a la exhibición, difusión e investigación del virreinato de la Nueva España.

## El Colegio de San Francisco Javier
Dicho complejo fue construido por los jesuitas a partir de la década de 1580. Aquí se fundaron tres centros de aprendizaje: una escuela para enseñar las lenguas indígenas a los evangelistas jesuitas, una escuela para niños indígenas y el Colegio de San Francisco Javier, para capacitar a los padres jesuitas. El complejo se compone de tres secciones: la zona de la escuela, con dormitorios, biblioteca, cocina, capilla, etc.; la iglesia de San Francisco Javier; y la iglesia de San Pedro Apóstol. El antiguo colegio y la iglesia de San Francisco Javier se han convertido en el Museo del Virreinato, con la antigua zona de la universidad albergando una gran colección de arte y objetos cotidianos de la época colonial, y la Iglesia de San Francisco Javier albergando una de las más importantes colecciones de retablos churriguerescos en México. La Iglesia de San Pedro Apóstol es la única parte de todo el complejo que todavía se utiliza para fines religiosos.
Los jesuitas llegaron tarde a la evangelización de la mayor parte de la población del centro de México, debido a que la mayor parte ya se había hecho por otras órdenes como los Franciscanos en la década de 1580. Sin embargo, los jesuitas se encontraron con la falta de educación. Los jesuitas llegaron a Tepotzotlán en la década de 1580 y se instalaron en las estructuras locales. Un líder indígena local, Martín Maldonado, quedó impresionado con los jesuitas, quienes ya habían hecho una escuela para enseñar lenguas indígenas a los sacerdotes. Maldonado hizo una importante donación a los jesuitas con el fin de inaugurar una escuela para niños indígenas. Esta escuela fue nombrada San Martín, en ella se enseñaba música, religión, lectura, y la escritura en español. A mediados de la década de 1580 la formación de los sacerdotes jesuitas se trasladó de San Pedro y San Pablo Colegio en la Ciudad de México a una nueva instalación llamada el Colegio de San Francisco Javier. Estas escuelas harían a Tepotzotlán uno de los centros educativos más prestigiosos de la Nueva España. El complejo de la escuela continuó creciendo durante el siglo XVII. La iglesia adyacente de San Francisco Javier se inició en 1670. La escuela continuó creciendo en prestigio y tamaño hasta 1767, cuando los jesuitas fueron expulsados de todos los territorios pertenecientes a España, por lo cual la Corona española tomó posesión de todas las propiedades controladas por los Jesuitas.
El colegio fue abandonado durante ocho años hasta que el arzobispo Alonso Núñez de Haro y Peralta lo puso bajo el cuidado de los sacerdotes ordinarios y le cambió el nombre a Real Colegio de Instrucción Retiro Voluntario y Corrección del Clero Secular. Esta institución no solo capacitó nuevos sacerdotes, sino que además sirvió como una comunidad de retiro para sacerdotes ancianos o discapacitados. También sirvió como un lugar para enviar sacerdotes que habían "cometido algún tipo de error."
Los jesuitas regresaron a territorio español a mediados del siglo XIX, pero no había suficientes jesuitas para hacerse cargo de la institución a pesar de que se les ofreció el complejo. En 1859, con las Leyes de Reforma el complejo pasó a ser propiedad de la nación, aunque en la Iglesia de San Francisco Javier aún se seguía ofreciendo Misa. A causa de las malas condiciones en los centros penitenciarios, en ese momento, se decidió utilizar los antiguos monasterios y conventos para dicho propósito. Sin embargo, a pesar de que el complejo fue puesto a disposición del Estado de México en 1871, la población local no permitió que fuera utilizado como cárcel. Más tarde, este hecho sería considerado de nuevo por Porfirio Díaz, pero no llegó a realizarse.
Durante la Revolución Mexicana, la escuela siguió funcionando con el padre Gonzalo Carrasco como el decano. El General Coss ordenó la expulsión del sacerdote y de sus seguidores, ya que se rumoreaba que estaban tratando de reformar una orden monástica. Sabiendo que Carrasco fue un pintor, Coss le ordenó pintar un retrato de Venustiano Carranza y renunciar a su collar sacerdotal. Carrasco se negó y fue enviado a la cárcel de Teoloyucan, y los estudiantes fueron enviados a la Ciudad de México, entonces los soldados ocuparon y saquearon el complejo. El Colegio fue abandonado por los jesuitas por las buenas en 1914 y la iglesia se abrió al público. Los rumores de que los grandes tesoros fueron enterrados en el terreno del complejo persistieron, lo que obligó al complejo permitir búsquedas en 1928, 1931, 1932 y 1934, que causó daños a la iglesia principal. El complejo fue declarado monumento nacional en 1933. Este es uno de los pocos complejos en México que se ha conservado intacto, incluyendo sus retablos y obras de arte. En 1961, los trabajos de restauración se iniciaron en el complejo de la iglesia y la universidad por el entonces presidente Adolfo López Mateos y en 1964 se reinauguró. La mayor parte de la colección del museo provenía del antiguo Museo de Arte Religioso, que era parte de la Catedral de la Ciudad de México. Los objetos de metales preciosos fueron donados por el Museo Nacional de Historia y una manta prehispánica fue donada por el Museo Nacional de Antropología. Otros objetos de la colección fueron donadas por particulares.

## Información del museo

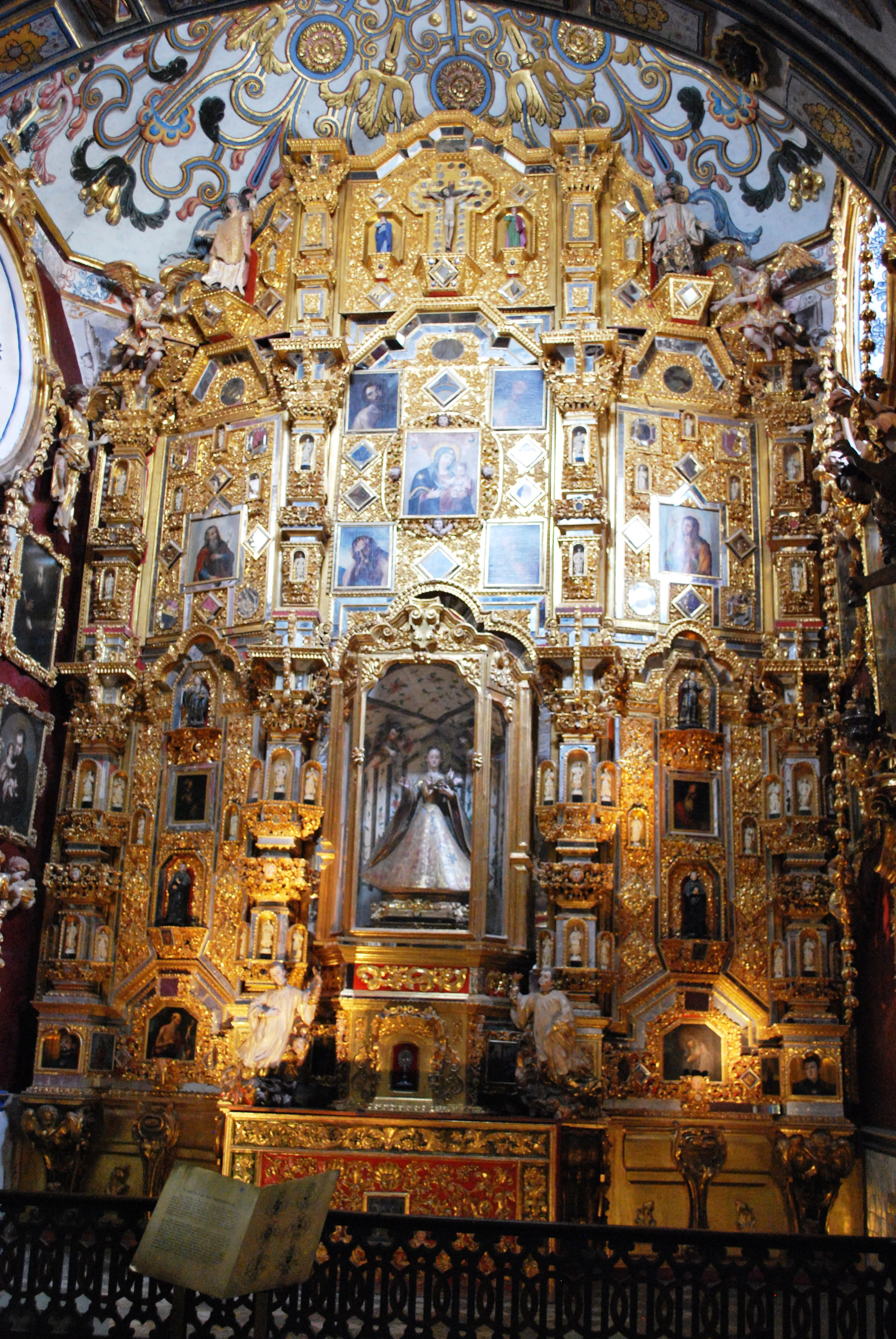
Altar principal de la capilla del Colegio

La mayor parte del complejo está ocupado por el Museo del Virreinato, situado en lo que solía ser el Colegio de San Francisco Javier. El Museo es considerado como uno de los más impresionantes en el país tanto por su colección, como por la estética del edificio que lo alberga. La remodelación de la universidad comenzó en 1961 y terminó tres años más tarde, bajo la dirección del entonces presidente Adolfo López Mateos. Se inauguró con la misma vista y la colección permanente que tiene en la actualidad. El complejo contiene una serie de patios interiores, como los Aljibes y el Naranjo, así como una capilla doméstica, biblioteca, dormitorios, refectorio, y cocina. Un pasillo generosamente arqueado ubicado en la parte trasera del complejo conduce a una amplia zona de jardines de más de tres hectáreas, lleno con esculturas y la fuente original de Salta de Agua, que marcó el fin del viejo acueducto Chapultepec.
La mayor parte de su colección se compone de piezas litúrgicas del antiguo Museo de Arte Religioso, que era parte de la Catedral de la Ciudad de México. La colección se distribuye entre las muchas habitaciones del colegio. Hay piezas realizadas en marfil, madera y una pasta hecha de tallos de maíz, entre otros materiales. Además hay vestiduras religiosas que estaban en el Museo de Arte Religioso que incluyen casullas, estolas dalmáticas, capas y bolsas para cabos y manípulos. El trabajo en metales preciosos, especialmente en plata, incluye una amplia variedad de custodia y sagrarios, cálices, relicarios, navículas, cruces, incensarios, candelabros y copones. Actualmente alberga importantes obras de arte y otros objetos relacionados con el periodo colonial de México. Contiene veinte pinturas de Cristóbal de Villalpando, así como creaciones de Juan Correa, Martín de Vos, Miguel Cabrera, de los hermanos Rodríguez Juárez y José de Ibarra. La colección es una de las más grandes de la era colonial de México. Estas pinturas muestran una variedad de técnicas y son casi todas de temas religiosos. Las esculturas incluyen trabajos realizados en "estofado" y "encarnado", dos técnicas que eran populares en ese momento. También hay piezas realistas con cabello, ojos de cristal y dientes reales.
Hay exposiciones de artículos de uso cotidiano no religiosos de la época colonial, como los cubiertos y otros objetos de metales preciosos, materias textiles y herramientas. Entre las cerámicas expuestas hay piezas creadas en los estilos de mayólica y Talavera, además de piezas asiáticas traídas a través del galeón de Manila. La colección del museo de muebles traza la evolución de los estilos durante este período e incluye mesas, sillas, taburetes, atriles, y escritorios con metal e incrustaciones de concha. Aquí se encuentran numerosas herramientas, armas y otros artículos de equitación, tales como planchas, arneses, espadas, armas, cerraduras, estribos, espuelas, baúles, arcas, cascos y armaduras. Hay una colección de objetos lacados y con incrustaciones de Michoacán y Chiapas que datan del siglo XVII. El museo tiene finos ejemplares del arte hechos con plumas raras, así como objetos interesantes de vidrio, principalmente de España, Francia, Inglaterra y Alemania. La colección de libros, con alrededor de 4.000 volúmenes, se concentra en la antigua biblioteca de la universidad. Los volúmenes están escritos en varios idiomas y datan del siglo XVI hasta el siglo XIX con diferentes tipos de encuadernación.
Los Servicios de museos incluyen visitas guiadas, una biblioteca especializada en historia colonial y una tienda de libros. La Hostería del Convento es una instalación de alojamiento y restaurante situado dentro del complejo. Cada año, este albergue patrocina "posadas", que son un tipo de festividad antes de Navidad, así como obras de teatro navideñas. Esta tradición fue revivida en 1963 y llena el aire con cantos y fuegos artificiales. Estos eventos se acompañan de piñatas y "ponche", una bebida caliente de frutas.

## Iglesia de San Francisco Javier

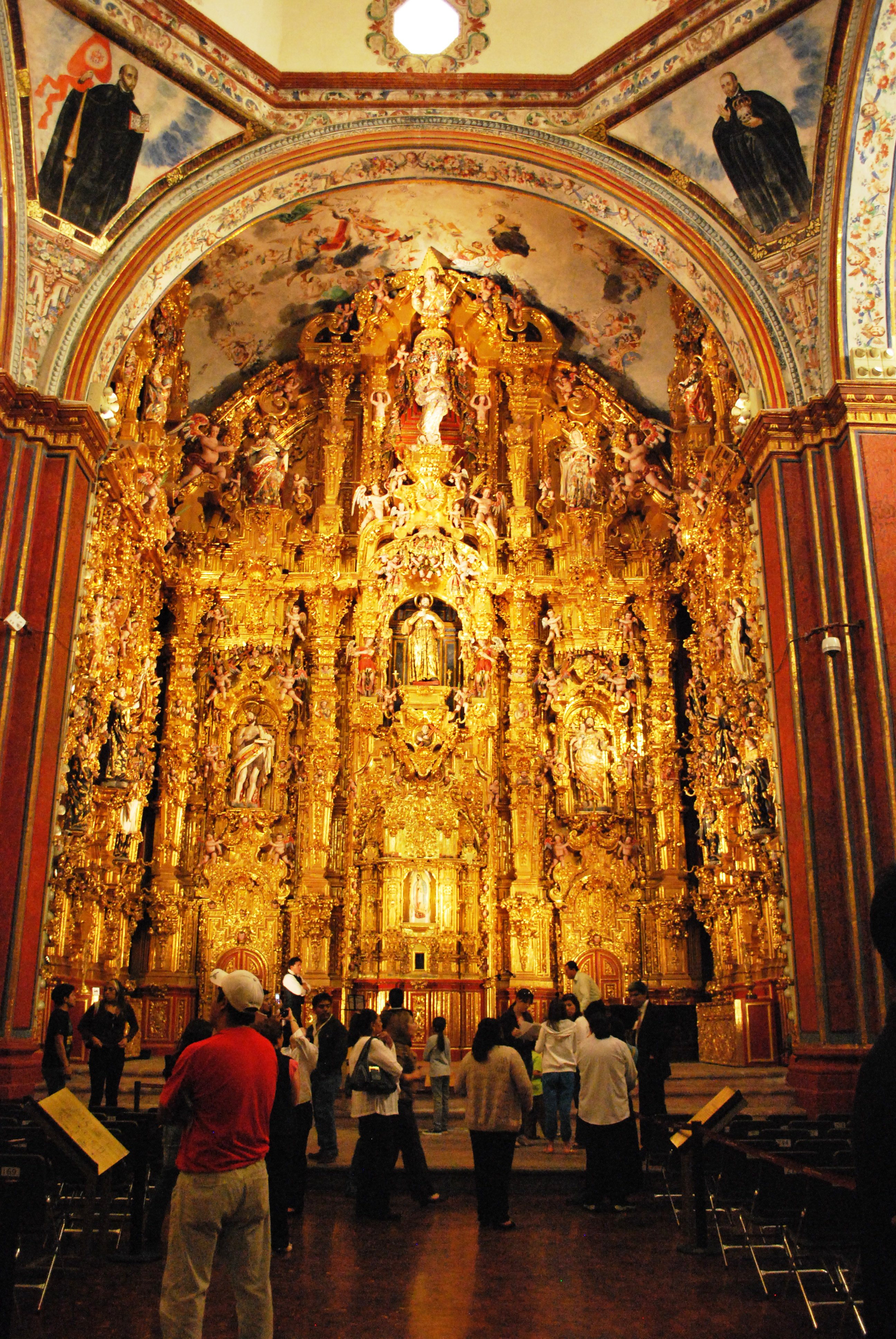
Altar principal de la iglesia de San Francisco Javier, parte del Museo

La construcción de la Iglesia de San Francisco Javier se inició en 1670 y se terminó en 1683. El diseño del edificio se atribuye a José Durán. El diseño de la iglesia es de cruz latina típica con una cúpula con pechina. Las bóvedas de crucería de la iglesia conservan motivos decorativos. En la pechina se hay un mural del siglo XVII que se identifica como San Luis Gonzaga con lirios de tigre como símbolo de pureza, San Estanislao Kostka con el niño Jesús en sus brazos, Francisco de Borja con una calavera, e Ignacio de Loyola con el estándar jesuita. En el siglo XVIII, estas pinturas fueron sustituidas con pinturas de óleo de los cuatro evangelistas. Estas fueron trasladadas a la antesala en la década de 1960. La fachada de la iglesia de San Francisco Javier fue construido entre 1760 y 1762 en la piedra gris, cubriendo la fachada original del siglo XVII. Esta fachada se atribuye al arquitecto Ildefonso Iniesta Bejarano. La fachada resume los temas que se presentan en los retablos en su interior. La imagen más destacada es de la Virgen María como la gran Patrona de los jesuitas. En la cresta esta una imagen del arcángel San Miguel.  La ornamentación de su fachada continua a través de la torre del campanario, que data del siglo XVIII y el uso de la columna "estípite" (pirámide truncada invertida) de aquí es muy evidente a medida que la decoración de la fachada continúa hasta la torre. La torre está coronada por una cruz de hierro.  Esta fachada está considerada como la más importante del estilo Churrigueresco en México. El gran atrio frente al complejo del museo se llama la Plaza de la Cruz, que contiene una cruz atrial de piedra y un tallado con escenas de la Pasión de Cristo.
La Iglesia de San Francisco Javier ya no se utiliza para los servicios religiosos y ahora es parte del museo.  Esta iglesia contiene una de las más importantes colecciones de retablos de estilo churrigueresco en México. Cuentan con columnas estípites de barroco y se realizaron en el siglo XVIII por Higinio Chávez. Todas fueron hechas en cedro blanco y cubierto con pan de oro. En el retablo mayor se encuentra una pintura de Dios, el Padre, en la corona realizada por Miguel Cabrera. Debajo hay una imagen de la Inmaculada Concepción con San Joaquín y Santa Ana a sus costados. Por debajo de esta se encuentra una imagen de San Juan Bautista con San José a su lado. El altar también incluye imágenes de dos mártires que murieron en Japón. En el centro del retablo es la imagen del acompañante de Jesús, el cofundador San Francisco Javier con un corazón en llamas localizado en su pecho, que simboliza el amor divino. Los principales altares y los altares menores están relacionados temáticamente. Los del lado del presbiterio están dedicados a dos de los santos jesuitas más importantes (Ignacio de Loyola y San José) y los altares al otro lado están dedicados a los miembros de la Tercera Orden de la Compañía de Jesús, como Francisco de Borgia, que se muestra con una calavera coronada, Luis Gonzaga y Stanislav de Kotska. Otro retablo está dedicado a la Virgen de Guadalupe, el cual se terminó en 1756. Este altar contiene una imagen de la Virgen que se le apareció a Juan Diego, así como otros santos asociados con las cosechas, como Santa Bárbara. En el segundo tramo de la nave se encuentra la Capilla de la Virgen de Loreto, que tiene un portal que es una réplica de la casa de Loreto. En la parte posterior del templo esta la alcoba de la Virgen y la Capilla de la Reliquia de San José. La Casa de Loreto es, por tradición, considerada como la casa de la Virgen María, y detrás de ella hay una alcoba dedicada a la Virgen de Loreto. Cerca de aquí está una pequeña sala dedicada a una reliquia supuestamente de San José. Al lado de la reliquia se encuentra el presbiterio y la sacristía, que está lleno de pinturas al óleo. La Iglesia de San Francisco Javier, la Capilla de Loreto y la alcoba de la Virgen de Loreto son considerados como obras de arte por sí mismas.

## Iglesia de San Pedro Apóstol
A la izquierda de la iglesia de San Francisco Javier se encuentra la iglesia de San Pedro Apóstol con su entrada principal frente al atrio y hecho con el estilo neoclásico. Fue construida hacia 1525 por los franciscanos y más tarde se les cedió a los jesuitas, quienes realizaron reparaciones y una remodelación mayor en 1602 y 1618 respectivamente. Se sabe que también poseyó retablos de estilo barroco antes de ser transformada al neoclásico en el siglo XIX. Es la única parte del museo que aun preserva su función y servicios religiosos.

## Galería

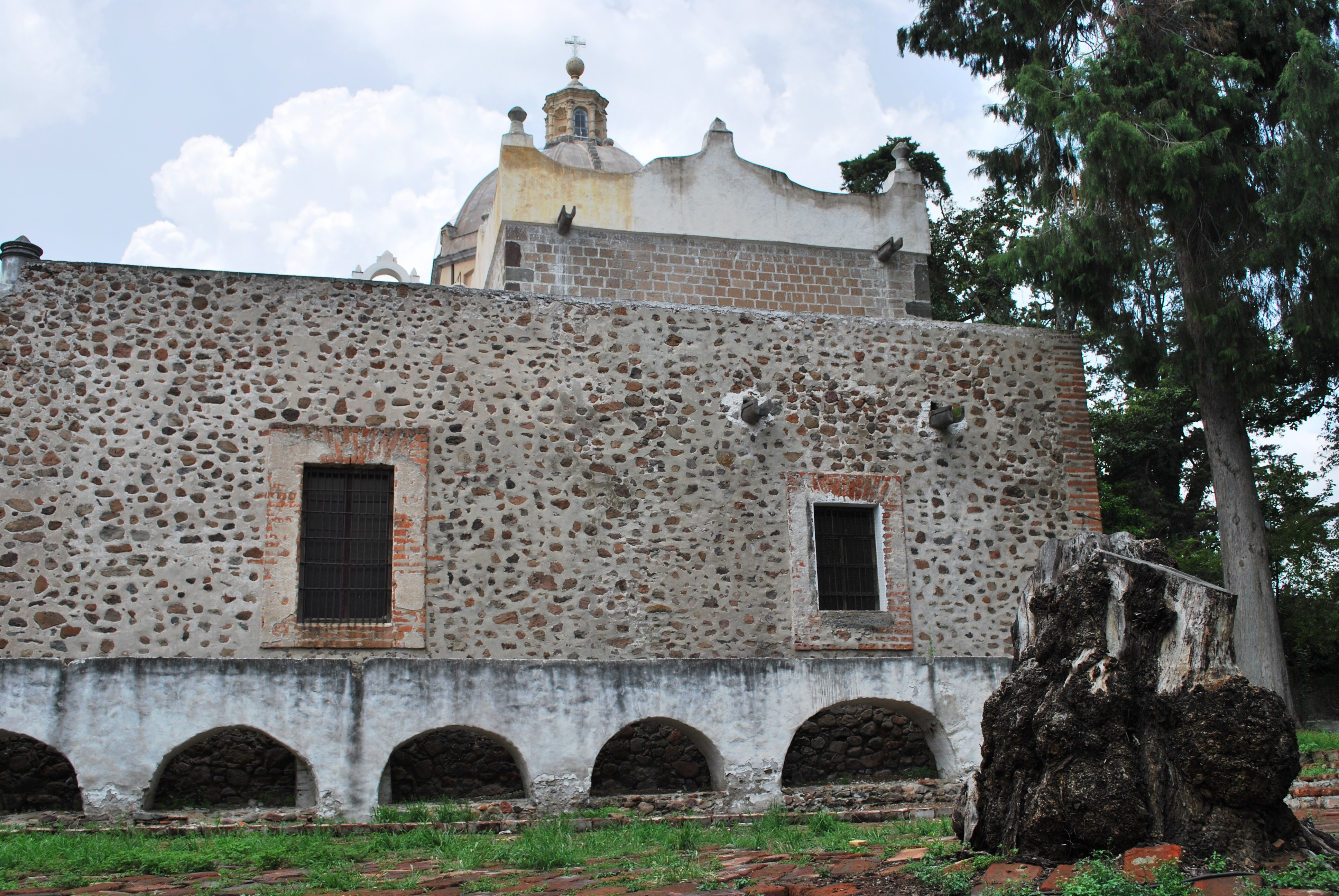
Porción del complejo del museo con el colegio
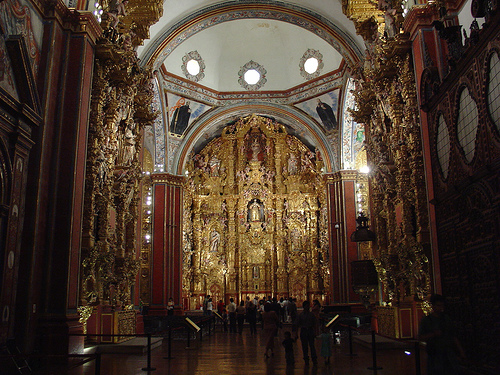
Interior del templo de San Francisco Javier
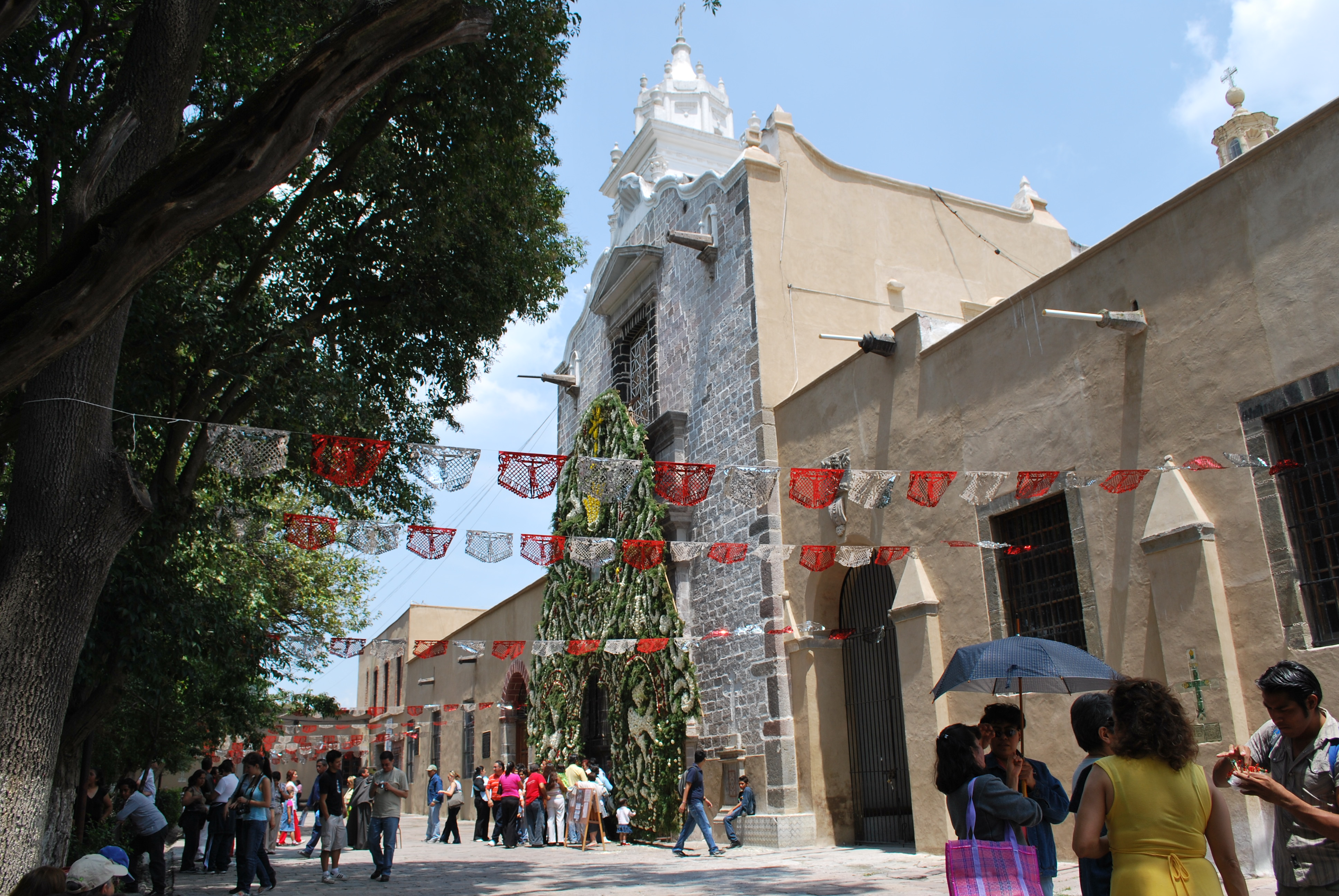
Parroquia de San Pedro Apóstol de Tepotzotlán
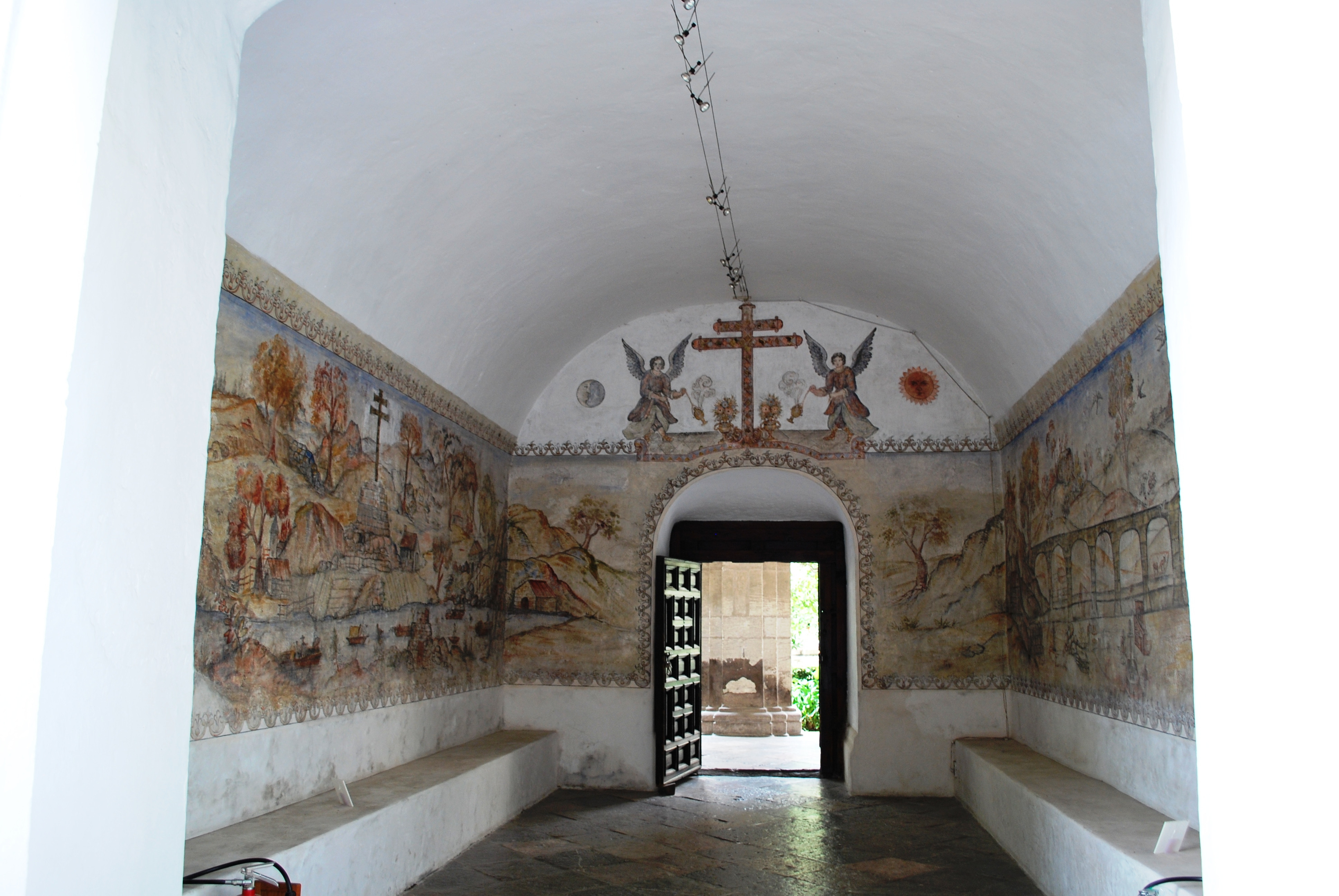
Murales en el Museo
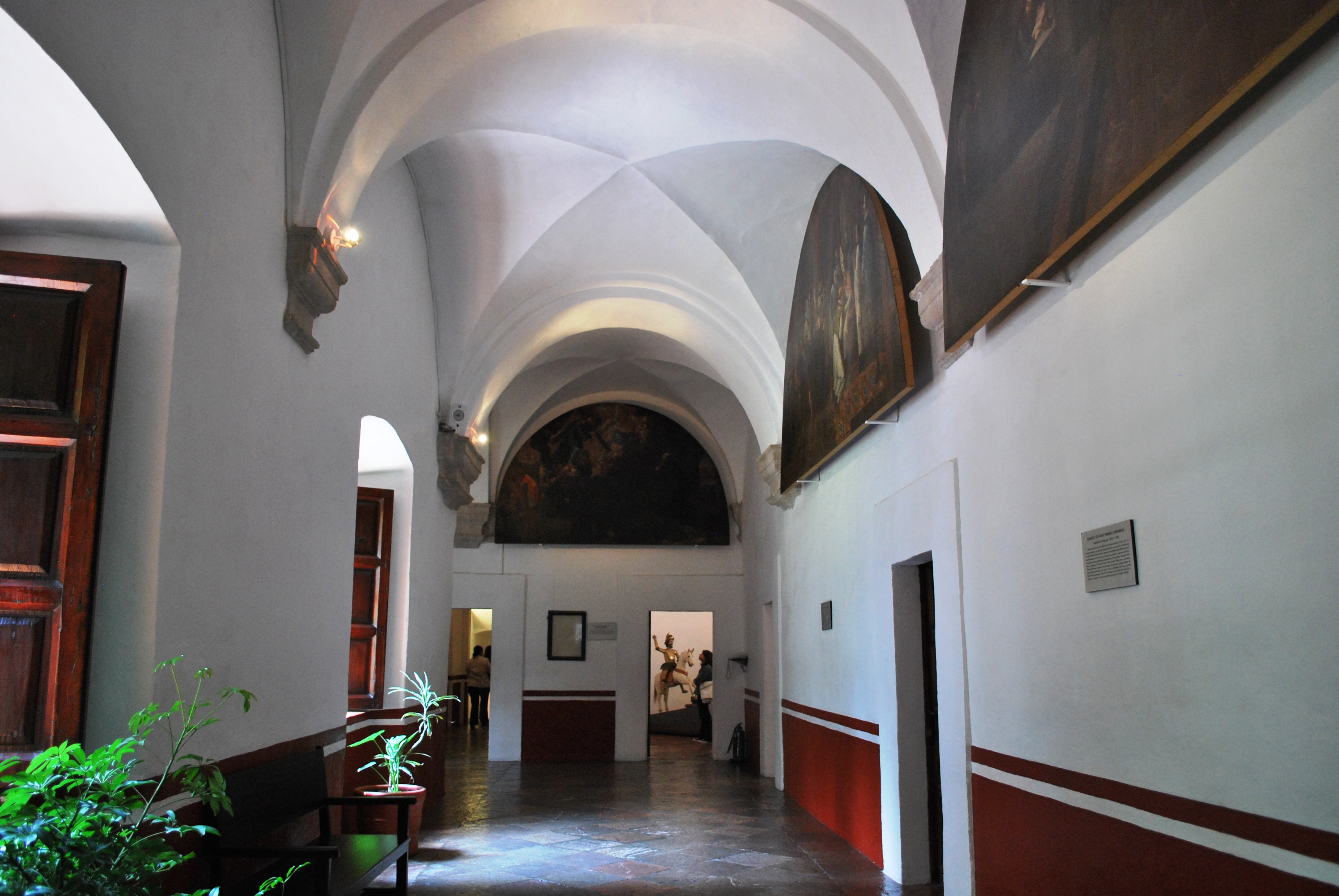
Uno de los pasillos del complejo del colegio
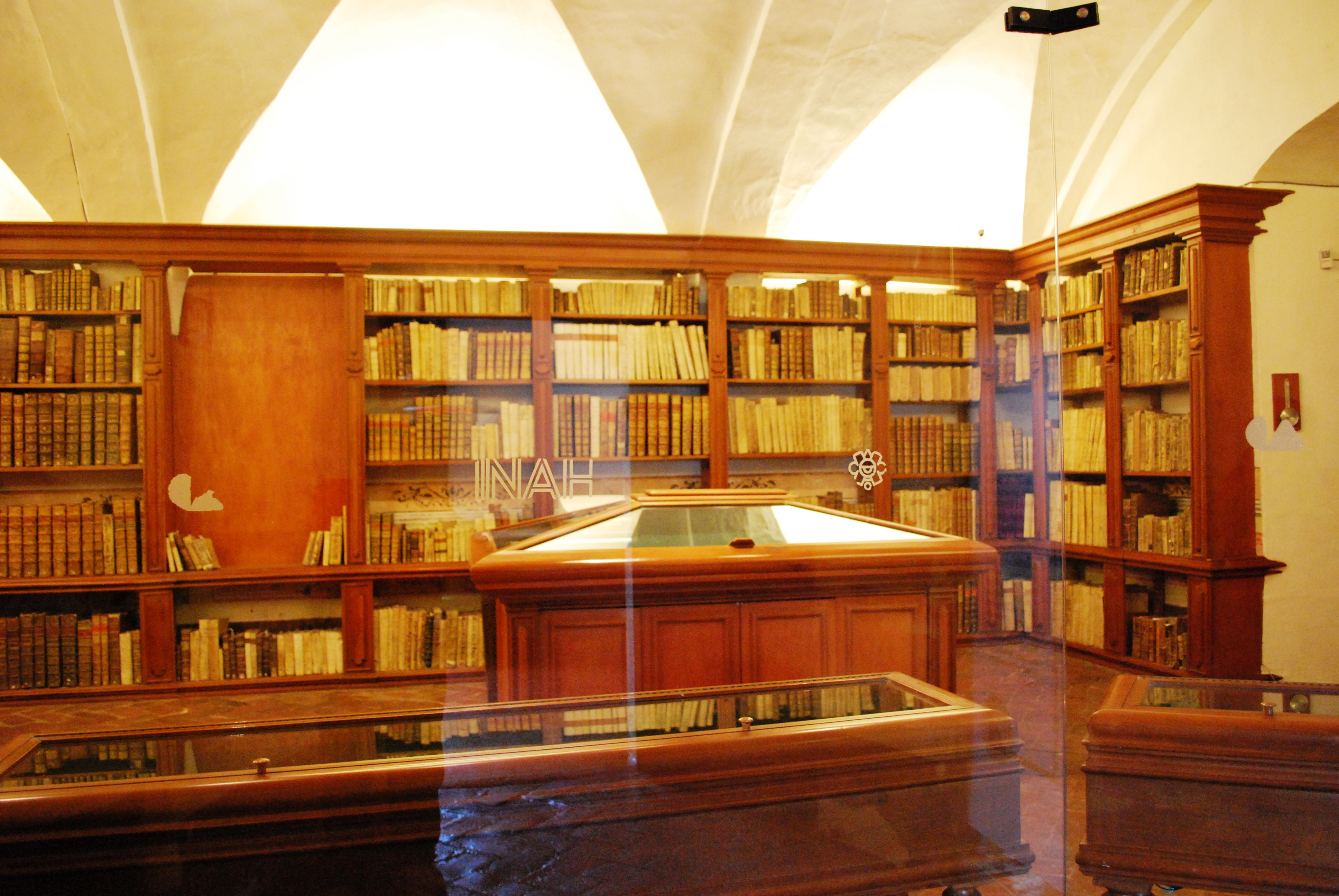
Vista de la Biblioteca del Colegio
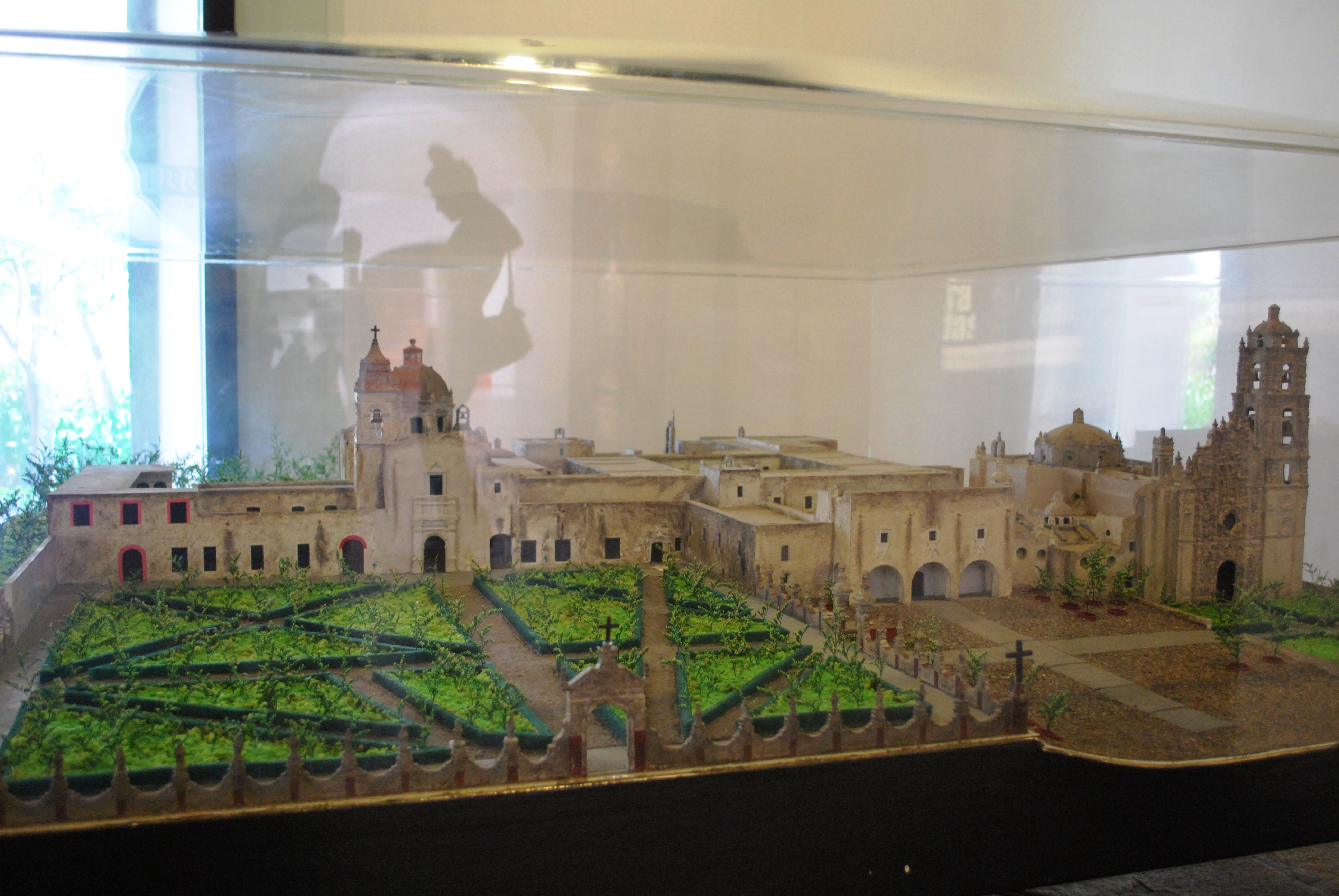
Maqueta del museo en las Iglesias de San Francisco Javier y San Pedro Apóstol